# Madvillainy
Madvilliany er det eneste studiealbum af den amerikanske hiphop duo Madvillain, som bestod af rapper MF Doom og producer Madlib. Albummet blev udgivet den 23. marts 2004.
Albummet har modtaget anmelderros, og anses som en kultklassikker indenfor alternativ hiphop.

## Spor
Alt tekst skrevet af Daniel Dumile og Otis Jackson Jr. med mindre andet er noteret, alt musik komponeret af Otis Jackson Jr.
| Madvillainy | Madvillainy                                    | Madvillainy                              | Madvillainy | Madvillainy | Madvillainy | Madvillainy | Madvillainy | Madvillainy | Madvillainy |
| #           | Titel                                          | Sangskriver(e)                           | Længde      |             |             |             |             |             |             |
| ----------- | ---------------------------------------------- | ---------------------------------------- | ----------- | ----------- | ----------- | ----------- | ----------- | ----------- | ----------- |
| 1.          | "The Illest Villains"                          |                                          | 1:55        |             |             |             |             |             |             |
| 2.          | "Accordion"                                    | Dumile • Jackson Jr. • Alfred Darlington | 1:58        |             |             |             |             |             |             |
| 3.          | "Meat Grinder"                                 |                                          | 2:11        |             |             |             |             |             |             |
| 4.          | "Bistro"                                       |                                          | 1:07        |             |             |             |             |             |             |
| 5.          | "Raid" (featuring M.E.D.)                      | Dumile • Jackson Jr. • Nick Rodriguez    | 2:30        |             |             |             |             |             |             |
| 6.          | "America's Most Blunted" (featuring Quasimoto) |                                          | 3:54        |             |             |             |             |             |             |
| 7.          | "Sickfit" (Instrumental)                       | Jackson Jr.                              | 1:21        |             |             |             |             |             |             |
| 8.          | "Rainbows"                                     |                                          | 2:51        |             |             |             |             |             |             |
| 9.          | "Curls"                                        |                                          | 1:35        |             |             |             |             |             |             |
| 10.         | "Do Not Fire!" (Instrumental)                  | Jackson Jr.                              | 0:52        |             |             |             |             |             |             |
| 11.         | "Money Folder"                                 |                                          | 3:02        |             |             |             |             |             |             |
| 12.         | "Shadows of Tomorrow" (featuring Quas)         |                                          | 2:36        |             |             |             |             |             |             |
| 13.         | "Operation Lifesaver AKA Mint Test"            |                                          | 1:30        |             |             |             |             |             |             |
| 14.         | "Figaro"                                       |                                          | 2:25        |             |             |             |             |             |             |
| 15.         | "Hardcore Hustle" (featuring Wildchild)        | Jackson Jr. • Jack Brown                 | 1:21        |             |             |             |             |             |             |
| 16.         | "Strange Ways"                                 |                                          | 1:51        |             |             |             |             |             |             |
| 17.         | "Fancy Clown" (featuring Viktor Vaughn)        |                                          | 1:55        |             |             |             |             |             |             |
| 18.         | "Eye" (featuring Stacey Epps)                  |                                          | 1:57        |             |             |             |             |             |             |
| 19.         | "Supervillain Theme" (Instrumental)            | Jackson Jr.                              | 0:52        |             |             |             |             |             |             |
| 20.         | "All Caps"                                     |                                          | 2:10        |             |             |             |             |             |             |
| 21.         | "Great Day"                                    | Dumile • Jackson Jr. • Lord Scotch 79    | 2:16        |             |             |             |             |             |             |
| 22.         | "Rhinestone Cowboy"                            |                                          | 3:59        |             |             |             |             |             |             |
| 46:22       |                                                |                                          |             |             |             |             |             |             |             |